# 小頭麗脂鯉
小頭麗脂鯉（学名：Astyanax abramis）為輻鰭魚綱脂鯉目脂鯉亞目脂鯉科的其中一個種，為熱帶淡水魚，分布於南美洲亞馬遜河、拉普拉塔河及梅塔河流域，體長可達14公分，棲息在底中層靜止水域，生活習性不明。